# Koivujärvi (sjö i Heinävesi, Södra Savolax)
Koivujärvi är en sjö i kommunen Heinävesi i landskapet Södra Savolax i Finland. Sjön ligger 113,4 meter över havet. Arean är 88 hektar och strandlinjen är 9,14 kilometer lång. Sjön  ingår i Vuoksens huvudavrinningsområde.   Den ligger omkring 100 kilometer nordöst om S:t Michel och omkring 310 kilometer nordöst om Helsingfors. 
I sjön finns öarna Koivusaari och Valkeiskallionsaari. 